# Szob
Szob är en liten stad i provinsen Pest i Ungern i distriktet med samma namn. Szob hade år 2020 ett invånarantal på 2 527 invånare.